# I Fantastici di Raffaella
I Fantastici di Raffaella Carrà è stato un programma televisivo condotto da Raffaella Carrà, andato in onda su Rai 1 dal lunedì al venerdì alle ore 14:00, dal 4 ottobre al 31 dicembre 1999, per 64 puntate.

## Il programma
I Fantastici di Raffaella Carrà era la striscia quotidiana legata a Carràmba! Che fortuna e manteneva sostanzialmente lo stesso meccanismo del programma Centoventitré, dando maggiore spazio alle esibizioni dei 40 "Ragazzi della fortuna" che si avvicendavano in esibizioni di vario genere.

## Cast tecnico
- Regia: Sergio Candido Japino
- Autori: Giovanni Benincasa, Fabio Di Iorio, Raffaella Carrà, Sergio Candido Japino
- Scenografia: Mario Catalano
- Costumi: Corrado Colabucci
- Direzione musicale: Piero Pintucci